# Brekcja tektoniczna

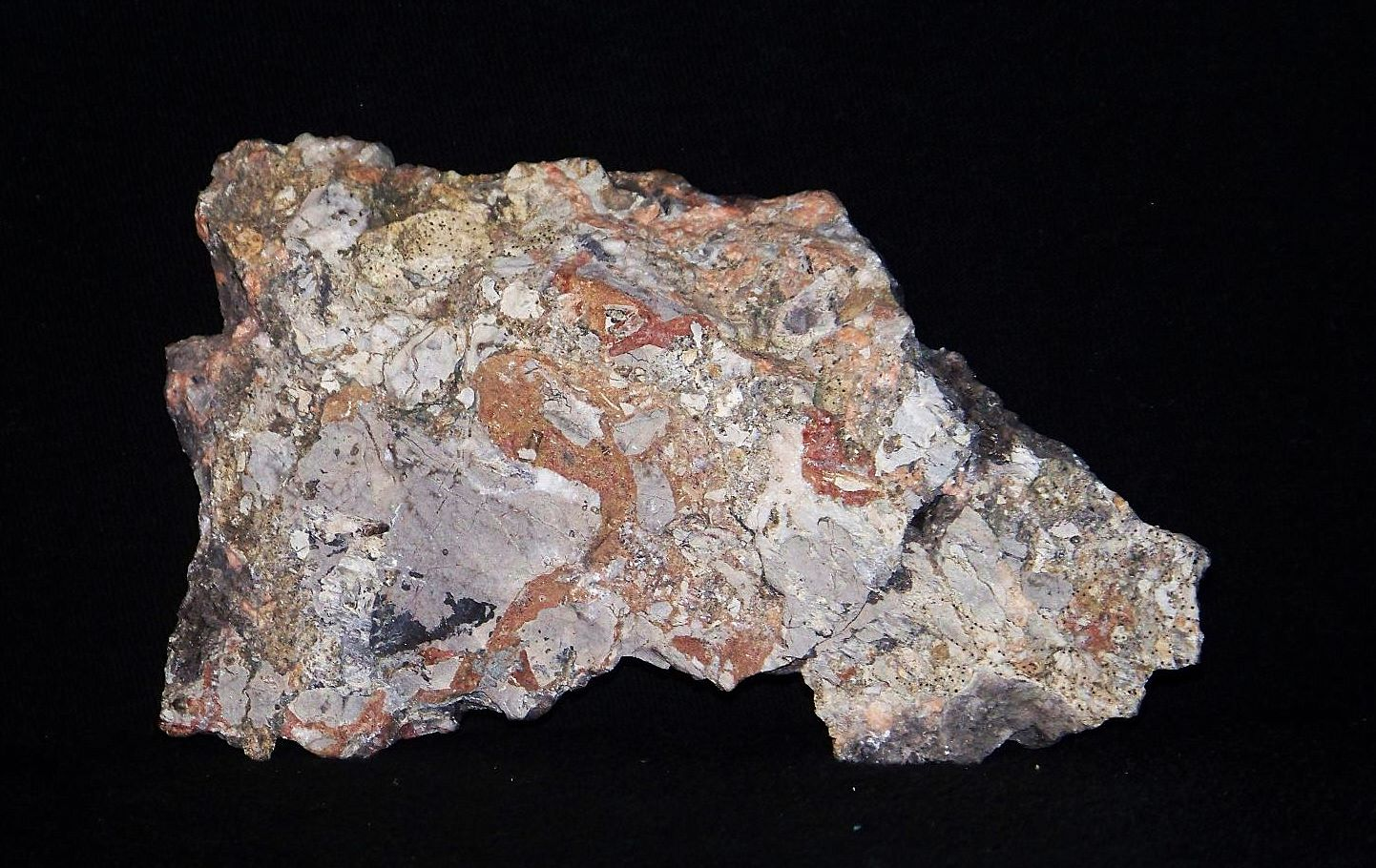
Brekcja tektoniczna o spoiwie barytowym, (13 × 7 cm), Kielce-Ślichowice (rezerwat przyrody Ślichowice), Góry Świętokrzyskie

Brekcja tektoniczna (druzgot tektoniczny) – skały skruszone podczas ruchów tektonicznych, zazwyczaj wtórnie spojone.
Brekcja tektoniczna różni się od innych rodzajów brekcji (np. brekcja uskokowa, brekcja wulkaniczna), oprócz sposobu powstania, m.in. skalą. Gdy zbrekcjonowanie osiąga znaczne rozmiary nosi nazwę megabrekcji tektonicznej. Wyróżnia się wśród innych brekcji również obecnością struktur kierunkowych i występowaniem płaszczyzn zlustrowania.